# Chambourcy (entreprise)
Pour la commune, voir Chambourcy.
Chambourcy est une entreprise française spécialisée dans la fabrication de yaourts et produits laitiers frais. Elle appartient depuis 1996 à la Société des produits Nestlé (de droit suisse).

## Histoire
Dès 1930, Pierre Aboukaya  remporte un vif succès avec la commercialisation du « Lait de Retz » en bouteille à partir d'un troupeau de la ferme de Retz à Chambourcy. 
En 1934, Pierre Aboukaya fonde la « laiterie ALB », qu'il dirige avec Guy Lapeyre et Xavier Baillivet[source insuffisante].  
En 1948, ils lancent le « petit Chambourcy » en réponse au succès du petit-suisse de Gervais ou Petit Gervais et le commercialisent en priorité dans la région parisienne. Le nom avait été choisi par Xavier de Fremery, alors directeur de la société car Pierre Aboucaya possédait une propriété dans le village de Chambourcy.   
En 1962, la laiterie fut revendue aux frères Jacques et André Benoît, fondateurs des Yaourts Benoît à Marseille, désireux de développer leur activité.  
En 1966, les deux entreprises fusionnent sous le nom de Laiterie Chambourcy.
Sous la houlette des frêres Benoît, l'entreprise fleurit à merveille jusqu'à devenir en 1978 le troisième plus grand fabricant de produits laitiers frais / ultra frais parmi les produits de grande consommation du marché français, derrière Gervais et Yoplait. Le succès commercial avait déjà attiré l'attention sur eux, et un rapprochement avec Nestlé, entré dans le capital en 1968 à hauteur de 20 % , avait permis à la marque Chambourcy non seulement d'exporter ses produits hors de France mais aussi de racheter la marque La Laitière, que Nestlé possédait depuis 1905 et avait fait fusionner avec le groupe anglais Condensed Milk Co, dont il n'utilisait toutefois plus le nom.
En 1987, l'entreprise lance le fameux slogan Chambourcy, oh oui, interprété par la chanteuse britannique Sandy. 
En 1988, Chambourcy absorbe La Roche-aux-Fées, propriété d'Unilever et présente sur le même créneau. La marque La Roche aux fées disparait au profit de la marque Chambourcy, mais les marques Yoco et Créola furent conservées.

## Disparition et renaissances
En 1996, Nestlé absorbe Chambourcy et la marque cesse d'être commercialisée, pour suivre le contexte international nouveau, marqué par l'ouverture de l'Europe vers les pays de l'Est, et parce que Chambourcy se prononce difficilement dans les langues anglo-saxonnes et slaves.  
C'est aussi pourquoi le logo de Chambourcy, à petite fleur à cinq pétales de couleurs (key visual très différent de celui de la marque concurrente Yoplait) est conservé, tandis que le nom Chambourcy est remplacé par le nom Nestlé.  
Le nouveau slogan publicitaire, "Nestlé, c'est bon la vie", reprend l'air du jingle "Chambourcy, oh oui". 
La marque réapparaît dans les étalages en 1999, lorsqu'une société bordelaise, CBSA, créée par deux anciens cadres de Nestlé, lui rachète la marque et l'usine de Carbon-Blanc. 
Cependant, Nestlé ayant imposé des clauses de non-concurrence très strictes, les repreneurs n'ont pu commercialiser que des produits biologiques et l'entreprise a fait faillite en 2002,.
Chambourcy est réapparu une seconde fois en 2010 avec son yaourt Kremly, fabriqué, comme tous les autres produits ultra-frais de marque Nestlé, par l'entreprise Lactalis Nestlé Ultra Frais.
La marque est réapparue une troisième fois sous le nom "Chambourcy Petit" vers 2021,,.

## Marques de l'entreprise
- La Laitière
- Kremly
- Flanby
- Viennois
- Sveltesse
- Maronsui's
- Yoco
- Créola

Toutes ces marques ont été conservées et réutilisées par Nestlé lors du rachat de Chambourcy.